# Scuola dell'infanzia

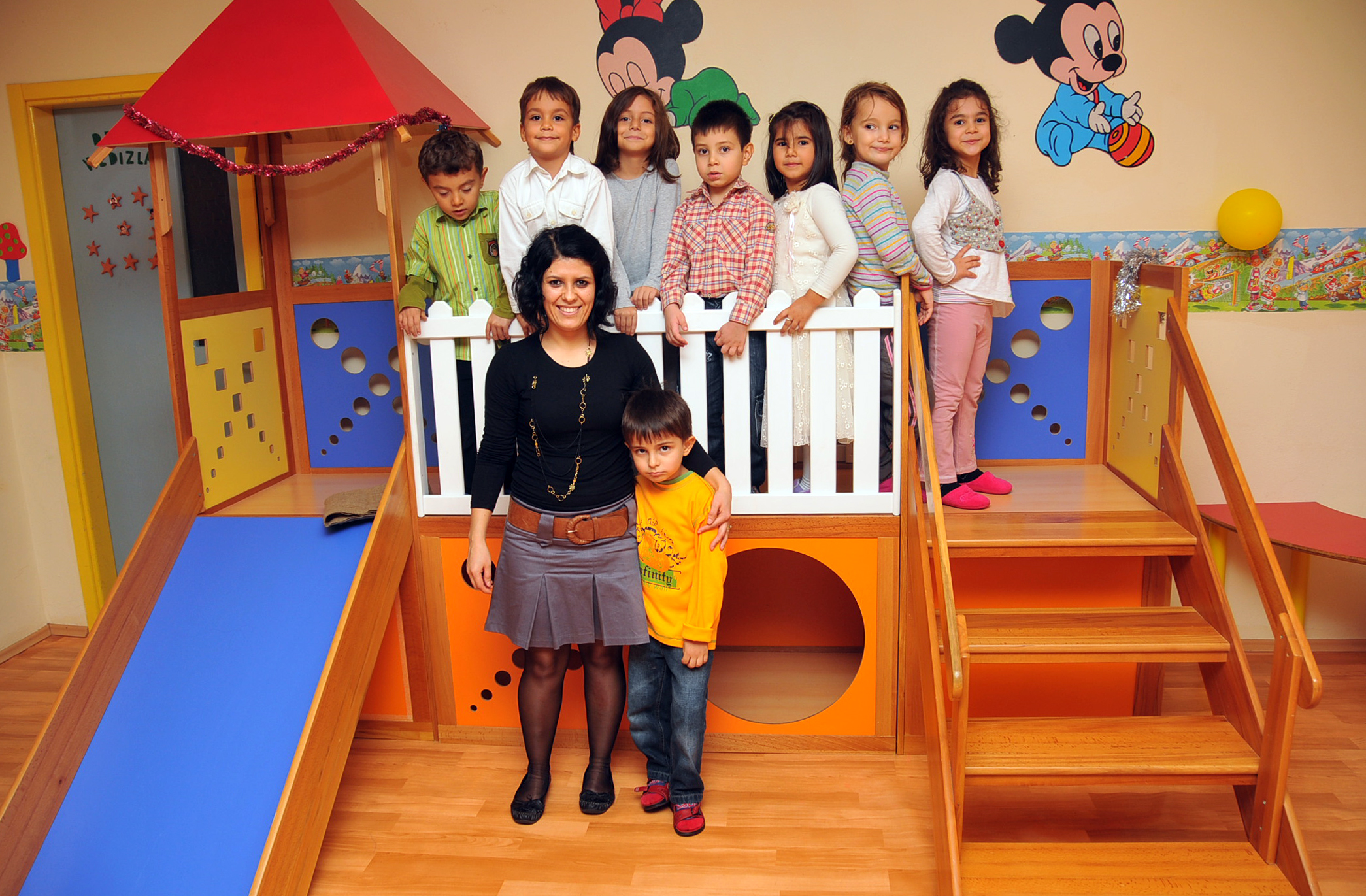
Una classe di bambini di Alanya in Turchia.

La scuola dell'infanzia (anche scuola materna o anche genericamente asilo) è una istituzione scolastica prevista in vari Stati del mondo. 

## Descrizione
È una struttura che può essere gestita dallo Stato oppure da diversi soggetti come ordini religiosi, comunità locali ed enti privati. La scuola dell'infanzia statale può essere integrata in istituti comprensivi, pur mantenendo facoltativa l'iscrizione.  

## Nel mondo

### Italia

#### Quadro generale
Nell'ordinamento scolastico italiano, trova le sue origini nel regio decreto n. 1054 del 6 maggio 1923, all'art. 57, viene menzionata l'esistenza dei "giardini d'infanzia" o "case dei bambini", che devono essere annesse ad un istituto magistrale anche se a gestione non del tutto statale.  Formalmente venne istituita ai sensi della legge 18 marzo 1968, n. 444 come "scuola materna", i cui relativi ordinamenti sono stati da ultimo modificati dal decreto del ministro della pubblica istruzione 3 giugno 1991. La riforma Moratti del 2003 ne mutó il nome in "scuola dell'infanzia". Il Decreto del Presidente della Repubblica  20 marzo 2009, n. 89 - emanato ai sensi della legge 6 agosto 2008, n. 133 - ne ha poi disciplinato l'assetto organizzativo e didattico. 
La durata è di 3 anni, senza carattere di obbligatorietà, come già nei precedenti ordinamenti (per approfondire vedi: storia della scuola italiana). Consiste in un percorso pre-scolastico rivolto ai bambini dai tre ai cinque compiuti  entro  il  31  dicembre  dell'anno scolastico di riferimento, nei limiti dei posti disponibili; al riguardo sono attualmente  in vigore le "Indicazioni Nazionali per il Curricolo della Scuola dell'infanzia" e per il primo ciclo del 2012, con la Raccomandazione europea del 2006 e le 8 competenze chiave europee, aggiornato dai Nuovi Scenari del 2018. 
Questa istituzione educativa è generalmente caratterizzata dal gioco, in tutte le sue forme, e dalla convivenza con i compagni, prevede lo sviluppo di apprendimenti significativi e delle relazioni, anche in preparazione alla scuola primaria. La scuola dell'infanzia è un ambiente educativo di esperienze concrete e apprendimento riflessivo nei diversi ambiti della vita dei bambini e delle bambine. Le 3 finalità principali sono lo sviluppo dell’autonomia, dell’identità e delle competenze. Le attività che vengono proposte vengono strutturate in relazione ai Campi d'esperienza, ossia obiettivi di apprendimento da conseguire durante tutti i tre anni di scuola. Le indicazioni per il curricolo della scuola dell'infanzia e per il primo ciclo 2012 li definiscono in questo modo: 
- il sé e l'altro (le grandi domande, il senso morale, il vivere insieme);
- il corpo e il movimento (identità, autonomia, salute);
- immagini, suoni e colori (gestualità, arte, musica, multimedialità);
- i discorsi e le parole (comunicazione, lingua, cultura);
- la conoscenza del mondo (ordine, misura, spazio, tempo, natura).

Generalmente, la scuola dell'infanzia si divide in tre sezioni per fasce d'età: "piccoli" (primo anno), "medi" o "mezzani" (secondo anno) e infine "grandi" (terzo anno). Le sezioni possono anche essere eterogenee, ossia accogliere bambini di 3, 4 e 5 anni, proponendo un modello di apprendimento/insegnamento diverso, che fa leva sullo stimolo e le sollecitazioni degli alunni più grandicelli che fanno da tutor ai più piccoli. Sono previste le "sezioni primavera" per i bambini cosiddetti "anticipatari" che possono frequentare anche prima dei 3 anni.
Attualmente vengono seguite le "Indicazioni nazionali per il curricolo per la scuola dell'infanzia 2012", che fanno riferimento sia agli Orientamenti del 1991, sia alla Raccomandazione del Parlamento europeo e del Consiglio del 18 dicembre 2006 (pur non essendo una scuola dell'obbligo), in un'ottica globale di scuola.  I "Campi d'esperienza" sono i contesti nei quali i bambini e le bambine sviluppano apprendimenti significativi, che alla scuola primaria corrisponderanno ai saperi disciplinari.

#### Organizzazione
Genericamente il tempo-scuola previsto è di 8 ore giornaliere, per un totale di 40 settimanali. In base alle richieste delle famiglie e alla disponibilità dell'ente proprietario dell'edificio è possibile avere fasce orarie diverse cioè con orario a 25 ore settimanali pari a 5 ore al giorno nella fascia oraria mattutina o 50 ore settimanali pari a 10 ore al giorno con una estensione del tempo scolastico di due ore al mattino oppure al pomeriggio. Solitamente esiste il servizio di mensa, considerando che anche il momento del pasto è un'attività educativa. Nella scuola dell'infanzia può esserci un numero diverso di sezioni (ma generalmente tre), a seconda del numero di bambini iscritti. In ogni sezione il numero massimo di alunni è 25, elevabile a 28 in casi particolari, ma riducibile a 20, massimo 22, se sono iscritti alunni diversamente abili.
Nelle scuole statali la giornata è coperta da due insegnanti che si trovano a lavorare in compresenza per alcune ore per permettere lo svolgimento di attività didattiche e non puramente assistenzialistiche. Ogni insegnante di scuola dell'infanzia ha 25 ore settimanali di servizio, quindi ogni sezione sarà affidata a due insegnanti con alcune ore di compresenza al giorno, generalmente nella fascia antimeridiana e nel momento del pranzo, che possiede anch'esso una valenza educativa. L'orario è comunque variabile in ogni plesso scolastico in base all'organizzazione del curricolo.
È presente, per un'ora e mezzo alla settimana per sezione, anche un insegnante di religione cattolica (IRC), del cui insegnamento le famiglie possono scegliere di avvalersi. Nel caso in cui le famiglie decidessero di non avvalersi della religione cattolica come insegnamento, possono chiedere che ai bambini vengano presentate attività alternative. 
A questi vanno eventualmente ad aggiungersi insegnanti di sostegno e in casi particolari con presenza di bambini diversamente abili, può aggiungersi la figura dell'assistente polivalente/educatore, dipendente di cooperativa di servizi o di azienda U.L.S.S.

#### Requisiti strutturali

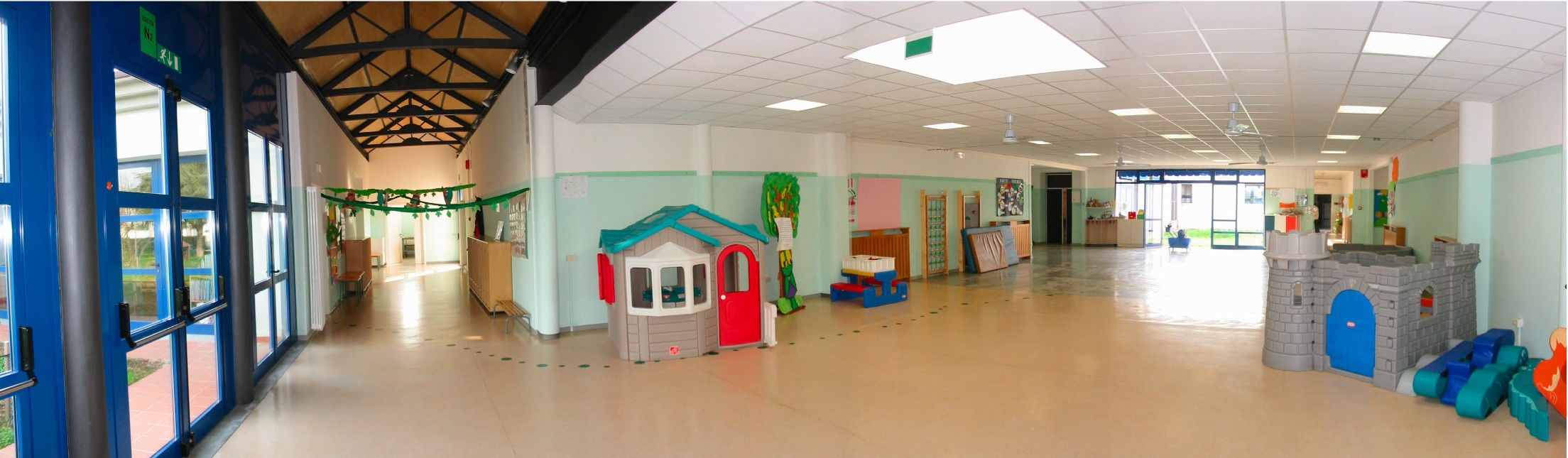
Spazi comuni dedicati ad attività ludiche e motorie nella scuola per l'infanzia.

Il riferimento normativo principale nella definizione dei requisiti degli edifici che ospitano le scuole materne è il decreto interministeriale del 18 dicembre 1975. La norma, ampiamente articolata, definisce i requisiti generali per scuole di ogni ordine e grado. Per quanto attiene alla scuola materna (oggi scuola dell'infanzia), il decreto sull'edilizia scolastica definisce requisiti particolari, individuando caratteristiche idonee allo svolgimento delle attività che sono così categorizzate:
- attività ordinate (svolte a tavolino);
- attività libere (motorie o ludiche);
- attività pratiche (cambio d'abito, igiene personale e cura della persona, mensa, etc.).

Sostanzialmente, le attività ordinate (silenziose) devono svolgersi in ambienti dedicati ad una sola sezione, mentre le attività libere possono avvenire in ambienti comuni a più sezioni. Per la sua natura, lo spazio delle attività pratiche (quantomeno quelle correlate all'igiene personale, al cambio di abiti, etc.) deve essere direttamente correlato alla sezione, mentre la mensa può essere comune a tutte le sezioni. In generale, tanto le attività ordinate che quelle libere possono svolgersi in parte al chiuso e in parte all'aperto, e pertanto gli spazi relativi debbono essere in stretta relazione con lo spazio esterno organizzato all'uso, anche per consentire l'esercizio dell'osservazione e della sperimentazione diretta a contatto con la natura.

#### Indirizzi abilitanti all'insegnamento
Per insegnare alla scuola dell'infanzia è necessario conseguire la laurea magistrale a ciclo unico di 5 anni in Scienze della formazione primaria LM 85 bis che ha valore abilitante; attualmente non esiste più l'indirizzo scuola dell'infanzia, per cui tale laurea permette di insegnare sia nella scuola dell'infanzia che nella scuola primaria. Resta valido anche il Diploma di Scuola Magistrale o Istituto Magistrale conseguito entro l'anno scolastico 2001/2002.

### Germania

#### Kindergarten
Il kindergarten (letteralmente "giardino d'infanzia") è una scuola per l'infanzia creata dal pedagogista tedesco Friedrich Fröbel agli inizi del XIX secolo.
L'educazione dei bambini, spesso dopo aver frequentato il tagesmutter, nei kindergarten è affidata alle maestre dette "giardiniere": nel pensiero filosofico del pedagogista, il quale credeva nell'assolutezza della Natura come Dio, il fanciullo era come una pianta e le maestre delle giardiniere che dovevano prendersi cura di lui e farlo crescere bene. 
Nei kindergarten l'attività era prettamente ludica anche se filosoficamente strutturata. Infatti il materiale usato dalle maestre giardiniere era studiato secondo la cultura filosofica dell'idealismo di Friedrich Schelling.

## Asilo carcerario
Un asilo carcerario è una sezione del carcere che ospita le madri detenute e i loro bambini molto piccoli.
I sostenitori degli asili carcerari citano spesso come prove a sostegno la diminuzione dei tassi di recidiva e i benefici psicologici per il bambino e la madre di stare insieme e sviluppare un solido attaccamento.
Alcuni critici ritengono che gli asili carcerari discrimino gli uomini in quanto normalmente siano presenti solo in carceri femminili. I critici notano inoltre che lo sviluppo della prima infanzia in un istituto penitenziario produce stress per i bambini, che può portare a traumi.
L'età in cui i bambini possono rimanere negli asili carcerari varia a seconda della legislazione degli stati.

### Esempi
A partire da maggio 2013, nove stati hanno asili carcerari negli Stati Uniti: New York, Nebraska, Washington, Ohio, Indiana, South Dakota, Illinois, West Virginia e Wyoming.
In Italia la legge consente alle madri detenute di tenere i propri figli con sé fino ai 3 anni di età, all'interno di apposite strutture chiamate "sezioni nido" come nel carcere di Bollate o, talvolta, in un Istituto a custodia attenuata per detenute madri (ICAM).
Preungesheim, un carcere femminile di massima sicurezza a Francoforte, offre uno dei programmi più noti per le madri detenute e i loro figli. Vivono in un edificio separato e recintato all'interno del carcere e durante il giorno i bambini frequentano la scuola materna mentre le madri sono al lavoro.